# Szarkádi-sziklaeresz
A Szarkádi-sziklaeresz rombarlang, amely a Tihanyi-félszigeten, a Balaton-felvidéki Nemzeti Park területén található.

## Leírás
A Szarkádi-tető közepén lévő nagy forráskúpban található. Megközelíthető a sárga jelzésű turistaösvényen, amely érinti a Szarkád-tetői-barlangot. A Szarkádi-sziklaeresz a forráskúp ÉK-i végében van.
A rombarlang 4 m széles és 220 cm magas szája DK felé néz. Ezt befelé egyre szűkülő, háromszög alaprajzú fülke követi. Az első rész mennyezetének gömbfülkésre oldott részénél magassága 2 m körüli, beljebb csak 150 cm, majd a végpontnál lévő kürtőben ismét magasabb. Hossza 2 m, átlagos szélessége 3 m, átlagos magassága 1,7 m és térfogata kb. 8 m³. A meszes hidrokvarcitban forró, kémiailag agresszív víz oldotta ki mint mennyezetének kürtői mutatják. Formájából ítélve ez is csak félbarlang. Valószínűleg kőfejtés tárta fel és semmisítette meg egy részét. Alját laza kőtörmelék borítja. Klímája a környezet klímájához hasonló. Zugaiban ízeltlábúak élnek. Jelenleg helyi jelentőségű kis barlangmaradvány. 3–4 személynek megfelelő bivakhely. Előterének feltárása talán hozzáférhetővé tenné a kürtőt.
Előfordul az üreg az irodalmában Hálóeresztői-kőfülke (Kordos 1984), Szarkádi IV. kup 2. ürege (Eszterhás 1984), Szarkádi IV. kúp 2. ürege (Eszterhás 1987), Szarkádi-mező gejzírkúpjának üregei (Eszterhás 1987), Szarkádi mező gejzírkúpjának üregei (Szenti, Eszterhás 2001), Tihanyi Szarkádi mező gejzirkupjának ürege (Eszterhás 1984), Tihanyi Szarkádi-mező gejzírkúpjának ürege (Szenti, Eszterhás 2001) és Tihany, Szarkádi-mező gejzírkúpjának üregei (Kordos 1984) neveken is. 1983-ban volt először Szarkádi-sziklaeresznek nevezve a barlangrom az irodalmában.

## Kutatástörténet
Bertalan Károly említette az üreget Magyarország barlangleltára című, 1976-ban befejezett kéziratában. Eszterhás István 1983-ban írt tihanyi szpeleográfiai jelentésében említve van az üreg. A kéziratban lévő helyszínrajzon látható az üreg földrajzi elhelyezkedése. 1983-ban Eszterhás István és Jákói István mérték fel az üreget, majd Eszterhás István a felmérés felhasználásával elkészítette az üreg alaprajz térképét és két metszet térképét.
Az 1984-ben kiadott, Lista a Bakony barlangjairól című összeállításban Szarkádi-sziklaeresz a 4463-as barlangkataszteri területen, a Tihanyi-félszigeten, Tihanyban lévő üreg neve, amelynek további nevei Tihanyi Szarkádi mező gejzirkupjának ürege és Szarkádi IV. kup 2. ürege. A posztvulkánikus üreg 4×2 m-es és 2 m magas.
Kordos László 1984-ben megjelent könyvének országos barlanglistájában meg lett említve a Tihany, Szarkádi-mező gejzírkúpjának üregei kifejezés, ami a barlanglista szerint azonos a Hálóeresztői-kőfülkével. A listához kapcsolódóan látható a Déli-Bakony, a Balaton-felvidék és a Keszthelyi-hegység barlangjainak földrajzi elhelyezkedését bemutató 1:500 000-es méretarányú térképen az üregek földrajzi elhelyezkedése. A Hálóeresztői-kőfülke azonos a Szarkádi-sziklaeresszel, a Szarkádi-üreggel és a Szarkád-tetői-barlanggal.
1987-ben Eszterhás István írta le részletesen a rombarlangot. Az Eszterhás István által 1989-ben írt, Magyarország nemkarsztos barlangjainak listája című kéziratban az olvasható, hogy a Bakony hegységben, a 4463-as barlangkataszteri területen, Tihanyban lévő Szarkádi-sziklaeresz gejziritben alakult ki. A barlang 2 m hosszú és 1,7 m magas. A listában meg van említve az a Magyarországon, nem karsztkőzetben kialakult, létrehozott 220 objektum (203 barlang és 17 mesterséges üreg), amelyek 1989. év végéig váltak ismertté. Magyarországon 40 barlang keletkezett gejziritben. Az összeállítás szerint Kordos László 1984-ben kiadott barlanglistájában fel van sorolva 119 olyan barlang is, amelyek nem karsztkőzetben jöttek létre.
Az Eszterhás István által 1993-ban írt, Magyarország nemkarsztos barlangjainak lajstroma című kéziratban meg van említve, hogy a Bakony hegységben, a 4463-as barlangkataszteri területen, Tihanyban helyezkedik el a Szarkádi-sziklaeresz. A gejziritben keletkezett barlang 2 m hosszú és 1,7 m magas. Az összeállításban fel van sorolva az a Magyarországon, nem karsztkőzetben kialakult, létrehozott 520 objektum (478 barlang és 42 mesterséges üreg), amelyek 1993 végéig ismertté váltak. Magyarországon 40 barlang, illetve mesterségesen létrehozott, barlangnak nevezett üreg alakult ki, lett kialakítva gejziritben. A Bakony hegységben 123 barlang jött létre nem karsztkőzetben. A 2001. november 12-én készült, Magyarország nemkarsztos barlangjainak irodalomjegyzéke című kézirat barlangnévmutatójában szerepel a Szarkádi-sziklaeresz. A barlangnévmutatóban fel van sorolva 9 irodalmi mű, amelyek foglalkoznak az üreggel.

## További irodalom
- Bertalan Károly: Bakonyi barlangok adatgyűjteménye. Kézirat. Veszprém, Budapest. 1932–1976. (A kézirat megtalálható az Országos Környezet- és Természetvédelmi Hivatal adattárában.)
- Eszterhás István: A Tihanyi-félsziget barlangkatasztere. Kézirat. Isztimér, 1984. 69–71., 130. oldal és egy oldal fényképmellékleten két fénykép. (A kézirat megtalálható a Magyar Karszt- és Barlangkutató Társulat Adattárában és a KvVM Barlang- és Földtani Osztályon.) (Néhány oldallal és fényképpel bővebb, mint az 1987-es nyomtatott változat. A kéziratot csak barlangonként szétdarabolva láttam.)
- Eszterhás István: A Bakony nemkarsztos barlangjainak genotipusai és kataszteri jegyzéke. Kézirat. Budapest, 1986. Szerződéses munka az Országos Környezet- és Természetvédelmi Hivatalnak.
- –: OKTH barlangkatalógus. Kézirat, 1975–1983. (18 karton a 25-től a 42. sorszámig tartalmazza a tihanyi barlangok egy részét.)

## Külső hivatkozás
- Eszterhás István – Szentes György szerk.: Magyarország nemkarsztos barlangjainak katasztere. A List of Non-karstic Caves of Hungary.